# Spannungen im Golf von Oman 2019

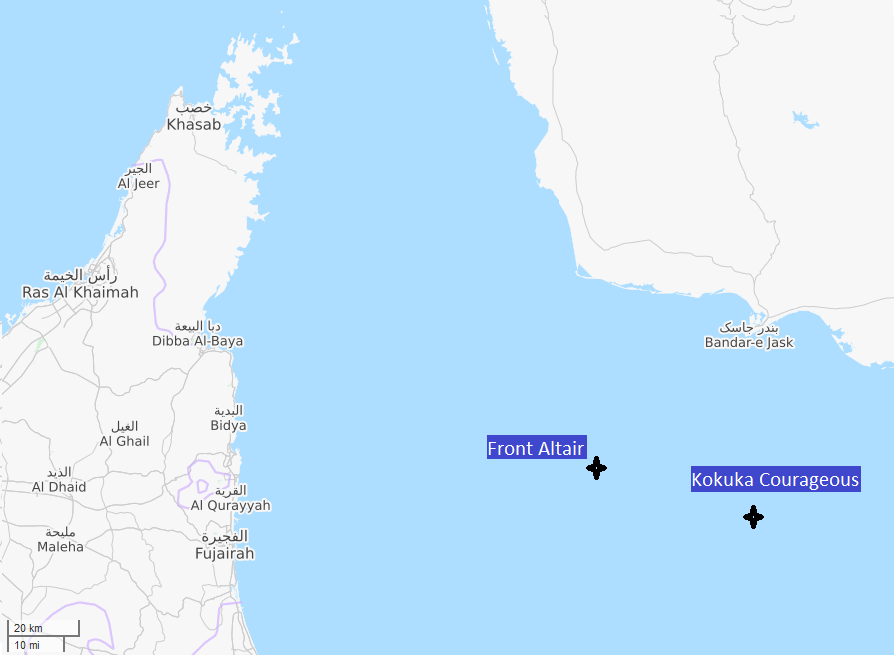
Ungefähre Position der beiden Öltanker am 13. Juni 2019 gegen 08:00 UTC

Im Golf von Oman ist es 2019 zu diplomatischen und militärischen Spannungen zwischen den Vereinigten Arabischen Emiraten, dem Vereinigten Königreich und den USA auf der einen und der Islamischen Republik Iran auf der anderen Seite gekommen. Ihren bisherigen Höhepunkt erreichten die Spannungen durch sechs ungeklärte Angriffe auf Handelsschiffe im Mai und Juni 2019 und den Abschuss einer US-Drohne durch den Iran. Im Frühjahr 2019 hatten die USA ihre Sanktionen gegen den Iran und dessen Ölexporte verschärft.

## Hintergrund

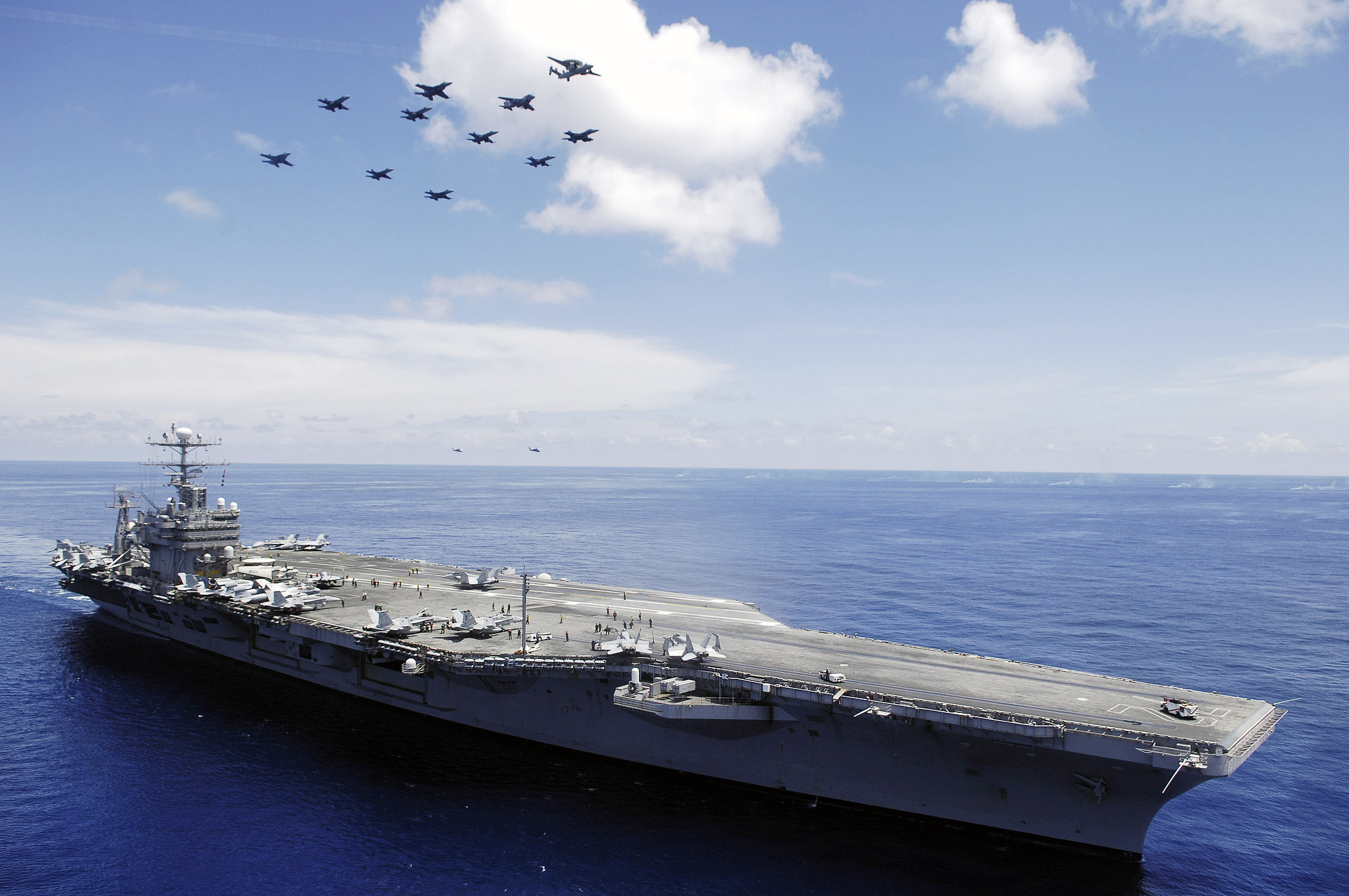
Anfang Mai 2019 verlegten die USA unter anderem den Flugzeugträger Abraham Lincoln in den Persischen Golf.

Im Zuge von US-Präsident Trumps Ausstieg aus dem Atomabkommen mit dem Iran verschärfte sich die Konfrontation zwischen dem Iran und den USA erneut. Die Vereinigten Staaten verhängten Wirtschaftssanktionen gegen den Iran und dessen Ölexporte. Der Verkauf von Öl ist eine der wichtigsten Devisenquellen des Landes. Die USA kündigten Anfang Mai 2019 an, zusätzliche Streitkräfte aus dem Mittelmeerraum in die Region zu verlegen, darunter den Flugzeugträger Abraham Lincoln, mit seiner Begleitflotte, eine B-52-Bomberstaffel, die Arlington, sowie eine Batterie von Patriot-Raketen.
Strategisch sensibel ist in der Region vor allem die Straße von Hormus am Rande des Golfs von Oman, die den Zugang zum Persischen Golf ermöglicht. Durch diese Schifffahrtsstraße wird ein beträchtlicher Teil des weltweiten Ölbedarfs transportiert. Der Iran drohte bei früheren Streitigkeiten mit den USA immer wieder mit der Sperrung der Straße, was gegen die Genfer Seerechtskonventionen und das UN-Seerechtsübereinkommen verstoßen würde. Das UN-Übereinkommen haben jedoch weder der Iran noch die USA ratifiziert.
In diesem Seegebiet haben sich wiederholt Konflikte um Öltanker konkurrierender Länder ereignet. Während des Ersten Golfkrieges ab 1981 griffen die Streitkräfte der verfeindeten Staaten Iran und Irak immer wieder Tanker und Frachtschiffe des jeweils anderen Landes an. Ziel war, den Im- und Export zu hindern und den Feind damit zu schwächen. Zeitweise griffen die Großmächte UdSSR und USA ein, indem sie ihre Hoheitsflagge zur Verfügung stellten oder Tanker eskortierten.
Ab Juni 2019 verstieß der Iran gegen immer mehr Punkte des Atomabkommens. Beobachter sehen in den Vorfällen am Golf von Oman den Versuch Irans, die Europäer zu mobilisieren, eine diplomatische Lösung im Streit um das US-Embargo und dem Konflikt mit den USA zu befördern.

## Verlauf

### Angriffe auf Schiffe
Die Schiffe wurden fast sämtlich im Emirat Fudschaira im Osten der Vereinigten Arabischen Emirate am Golf von Oman angegriffen. Der Golf trennt die Arabische Halbinsel und den Iran voneinander. Hier befindet sich eine der wichtigsten Wasserstraßen der Welt für den Export von Öl; Fudschaira ist ein wichtiger Lager- und Umschlagort.
Zwei saudische Tanker, die im Auftrag des Staatskonzerns Saudi Aramco Rohöl an Kunden in den USA liefern sollten, wurden am 14. Mai angegriffen, während sie mit 185 anderen Schiffen vor dem Ölverladehafen Fudschaira ankerten. Am gleichen Tag wurden zwei weitere Tanker, die in dem Seegebiet ankerten, durch Angriffe unbekannter Akteure beschädigt. Ein vorläufiger Untersuchungsbericht der Behörden Saudi-Arabiens, Omans und Norwegens von Anfang Juni 2019 kam zu dem Schluss, dass sich offenbar Kampfschwimmer den Tankern Amjad, Al Marzoqah, A Michel und Andrea Victory genähert und unter Wasser Sprengsätze nahe den Maschinenräumen angebracht hätten, um die Schiffe durch die Explosionen bewegungsunfähig zu machen, aber nicht zu versenken. Die komplexe Operation deute auf einen staatlichen Akteur als Drahtzieher hin.
Im Golf von Oman wurden einen Monat später am 13. Juni 2019 die von norwegischen und deutschen Reedereien betriebenen Tanker Front Altair und Kokuka Courageous unter ungeklärten Umständen beschädigt. Die US-Navy teilte mit, sie habe Notrufe der beiden betroffenen Schiffe empfangen und habe Fahrzeuge ihrer Fünften Flotte zur Hilfe geschickt. Die Front Altair gehört zur Unternehmensgruppe Frontline, welche die größte Tankerflotte der Erde betreibt. Die Besatzungen beider Schiffe wurden gerettet und nach ersten iranischen Angaben in einen iranischen Hafen gebracht. Die Bernhard Schulte Shipmanagement (BSM) teilte dagegen mit, die 21-köpfige Besatzung ihrer Kokuka Courageous sei von einem Schiff der US-Navy aufgenommen worden.
Der UN-Sicherheitsrat befasste sich noch am selben Tag in einer Dringlichkeitssitzung mit den Vorgängen im Golf von Oman.

#### Schuldzuweisungen und weitere Entsendung von US-Soldaten in die Region
Die Behörden der Vereinigten Arabischen Emirate sprachen nach den ersten Angriffen im Mai von „staatsfeindlichen Operationen“ gegen Schiffe in der Region. John Bolton, Sicherheitsberater von US-Präsident Donald Trump, beschuldigte Ende Mai 2019 den Iran, hinter den Angriffen zu stehen. Er legte hierfür jedoch keine Beweise vor. Auch Saudi-Arabien machte den Iran und von ihm unterstützte Kräfte dafür verantwortlich. Der Iran wies die Vorwürfe zurück und forderte eine Untersuchung der angeblichen Sabotageversuche.
Das US-Oberkommando im Pentagon meldete am Tag nach den zweiten Angriffen im Juni, ein Flugzeug der US-Streitkräfte habe ein iranisches Patrouillenboot und weitere iranische Schiffe in der Nähe der Front Altair gesehen. Des Weiteren gehe man davon aus, dass die Kokuka Courageous durch eine Haftmine beschädigt worden sei. Das Pentagon veröffentlichte Aufnahmen aus seiner Fernaufklärung, die ein Patrouillenboot und dessen Besatzung am Rumpf der bereits verlassenen Kokuka Courageous zeigten. Nach Angaben des Pentagons handelte es sich um iranische Soldaten, die eine nicht explodierte Haftmine Steuerbord mittschiffs entfernen. Die vorherige Explosion hatte den Rumpf an Achtern, ebenfalls an der Steuerbordseite beschädigt. US-Präsident Donald Trump gab sich am 14. Juni gegenüber Fox News überzeugt von der Verantwortung Irans für die Beschädigung der beiden Tanker am Tag zuvor. Er verwies auf das Video, dort sehe man das iranische Boot bei Nacht und wie sie erfolgreich eine Mine vom Tanker entfernten und das sei, so Trump, nun enthüllt worden. Auch US-Außenminister Mike Pompeo machte den Iran für die Angriffe verantwortlich und verwies auf Geheimdienstinformationen, die dies belegen würden. Die Außenministerien Frankreichs und Deutschlands mahnten zur Vorsicht ob der angespannten Situation und warnten vor einer weiteren Eskalation. Der britische Außenminister Jeremy Hunt erklärte, seine Regierung gehe davon aus, dass der Iran „fast ganz sicher“ hinter dem Angriff auf die beiden Schiffe stecke. Auch der saudische Kronprinz Mohammed bin Salman schloss sich der US-amerikanischen Darstellung der Ereignisse an und beschuldigte den Iran.
Am 17. Juni gab das Pentagon, als Reaktion auf die Angriffe auf Tanker, eine Aufstockung seiner Streitkräfte in der Region, durch die Entsendung von 1000 weiteren US-Soldaten bekannt.

### Drohnenabschuss des Iran, Reaktion der USA
Am 20. Juni 2019 schossen iranische Revolutionsgarden eine unbemannte US-Drohne vom Typ „RQ-4A Global Hawk“ durch das Flugabwehrraketensystem „Raad“ ab. Die Drohne operierte nachts über der Straße von Hormus. Während die USA angeben, das Gerät sei zum Zeitpunkt des Abschusses über der Straße von Hormus in internationalem Luftraum geflogen, rund 34 Kilometer vom nächsten Punkt an der iranischen Küste entfernt, bestreitet dies der Iran. Die Drohne sei in den iranischen Luftraum vor der Küste der Provinz Hormozgan eingedrungen. Nach Angaben von Amir Ali Hadschisadeh, Kommandeur der Luftstreitkräfte der Revolutionsgarde, sei die amerikanische Drohne vor dem Abschuss mehrmals gewarnt worden, ohne dass Änderungen der Flugbahn erkennbar gewesen seien. Außerdem sei in der Nähe der Drohne eine amerikanische P-8 mit rund 35 Personen an Bord in den iranischen Luftraum eingedrungen. „Wir hätten dieses Flugzeug angreifen können – es war unser Recht das zu tun –, aber wir haben es nicht getan“, sagte Hadschisadeh.
Am selben Tag griff das United States Cyber Command mit wochenlang vorausgeplanten Cyberattacken militärische Raketenkontrollsysteme sowie eine Nachrichteneinheit des Iran an.
Am Tag darauf bereitete das US-Militär zudem physische Angriffe auf militärische Infrastruktur im Iran vor. Laut US-Präsident Trump wären 150 Personen dabei getötet worden. Mittels Twitter erklärte Trump, er habe den Angriff zehn Minuten vor dem Start gestoppt, weil dies nicht im Verhältnis gestanden hätte zum Abschuss einer unbemannten Drohne.

### Nachfolgende Vorkommnisse

#### 10. Juli: Bedrängung derBritish Heritage
Am 10. Juli bedrängten nach Angaben des US-Militärs und der britischen Regierung mehrere Boote der iranischen Revolutionsgarden den Tanker British Heritage bei der Durchfahrt durch die Straße von Hormus und forderten die Besatzung auf, das Schiff in iranische Hoheitsgewässer zu steuern. Die Boote seien erst abgedreht, als von der britischen Typ 23-Fregatte HMS Montrose, die den Öltanker begleitete, Warnungen über Funk abgegeben worden seien und das Kriegsschiff sich zwischen dem Tanker und den iranischen Booten platziert hätte. Der Vorfall wurde von den Revolutionsgarden und dem iranischen Außenminister Mohammed Dschawad Sarif dementiert. Die iranische Aktion wird von Beobachtern im Kontext der Enterung des im Auftrag Irans fahrenden Tankers Grace 1 durch britische Truppen am 4. Juli 2019 vor Gibraltar gesehen. Der Iran hatte Großbritannien zuvor wegen der Festsetzung seines Tankers in Gibraltar mit Konsequenzen gedroht.

#### 14. Juli: Ereignisse um den TankerRiah
Der unter panamaischer Flagge fahrende Produktentanker Riah (IMO-Nr. 8816455) wurde von Einheiten der iranischen Revolutionsgarden am 14. Juli 2019 in der Straße von Hormus aufgebracht und zur Insel Qeschm geschleppt. Das US-Verteidigungsministerium geht davon aus, dass der Tanker aufgebracht wurde. Nach iranischen Angaben hatte das Schiff einen technischen Notfall. Am 17. Juli 2019 teilten die Vereinigten Arabischen Emirate jedoch mit, von diesem Schiff kein Notsignal empfangen zu haben. Nach Angaben des iranischen Staatsfernsehens und der iranischen Nachrichtenagentur Tasnim wurde die Besatzung des Schiffes wegen Schmuggels festgenommen. An Bord befanden sich 1000 Tonnen Öl. Der Besitzer des Schiffs ist unklar. Die britische Regierung teilte mit, sie sei auf der Suche nach weiteren Informationen und forderte den Iran zur Aufklärung auf. Das US-Außenministerium verlangte die Freigabe des Tankers.

#### 18: Juli: Zerstörung einer Drohne durch dieUSS Boxer
Am 18. Juli 2019 zerstörte die Boxer nach US-amerikanischen Angaben im Bereich der Straße von Hormus eine iranische Drohne, die sich zuvor bis auf weniger als einen Kilometer dem Kriegsschiff genähert und nicht auf Warnungen reagiert habe. Von iranischer Seite wurde die Anwesenheit eines entsprechenden Flugobjekts bestätigt, dieses sei aber wohlbehalten an seine Ausgangsbasis zurückgekehrt. Die Revolutionsgarden kündigten die Veröffentlichung von Beweismaterial an. Der stellvertretende Außenminister Abbas Arakchi mutmaßte, die Boxer könnte versehentlich eine eigene Drohne zerstört haben.

#### 19. Juli:MesdarundStena Impero
Am 19. Juli kam es im Bereich der Straße von Hormus zu zwei weiteren Zwischenfällen mit Tankern. Die unter liberianischer Flagge fahrende Mesdar wurde kurzzeitig festgehalten. Nach iranischen Angaben habe es sich lediglich um eine Routinemaßnahme gehandelt, bei der Marineeinheiten des Landes die Besatzung des Schiffes über die im Persischen Golf geltenden Umweltvorschriften informiert hätten.
Am gleichen Tage wurde die einem schwedischen Unternehmen gehörende, unter britischer Flagge fahrende Stena Impero von Einheiten der Revolutionsgarden per Funk zur Kursänderung aufgefordert. Das Royal-Navy-Schiff Montrose intervenierte per Funk und forderte die iranischen Kräfte auf, das Schiff passieren zu lassen. Später seilte sich ein Boardingteam der Revolutionsgarden auf die Stena Impero ab und veranlasste eine Kursänderung in Richtung des Hafens von Bandar Abbas. Da sich das Schiff in omanischen Gewässern befand, wurde die Aktion in Medien als Kaperung gewertet. Nach Angaben iranischer Behörden habe das Schiff Verkehrsregeln missachtet, sei in einen Unfall mit einem Fischereifahrzeug verwickelt gewesen und habe umweltschädigende Materialien an Bord gehabt. Nach Aussage des iranischen Außenministers sei eine juristische Überprüfung der Sachlage angedacht. Von britischer Seite wurde der Vorwurf des Unfalls bestritten. Die Regierung wertete das Vorgehen als „inakzeptabel“, rief den Notfallausschuss des Parlaments (COBRA) zusammen und veröffentlichte zugleich die Empfehlung an alle britischen Schiffe, die Straße von Hormus bis auf weiteres zu meiden. Sie kündigte an, das Problem auf diplomatischem Wege lösen zu wollen; der iranische Außenminister betonte, die Ereignisse sollten nicht zu einer Eskalation der Krise am Persischen Golf führen. Ende September durfte die Stena Impero ihre Fahrt fortsetzen.

#### 11. Oktober:Sabiti
Im Roten Meer, etwa 90 Kilometer von Dschidda entfernt, wurde nach iranischen Angaben der Supertanker Sabiti von zwei Raketen getroffen, als er sich auf dem Weg nach Syrien befand. Das vom Iran betriebene Schiff sei nach einer Explosion in Brand geraten und Öl ins Meer ausgelaufen. Wer hinter dem Angriff steckte, war zunächst unklar.

## Wirkung auf Wirtschaft
Nach den Angriffen im Mai 2019 stieg der Ölpreis auf dem Weltmarkt um über 1 US-Dollar je Barrel. Der mutmaßliche Angriff auf die beiden Tankschiffe im Juni trieb den Ölpreis ebenfalls in die Höhe. Leichtes US-Öl der Sorte West Texas Intermediate und Nordseeöl der Sorte Brent verteuerten sich erneut um jeweils mehr als 1 US-Dollar pro Barrel.

## Angriff auf Abqaiq und Churais
Der im September 2019 verübte Angriff auf Abqaiq und Churais in Saudi-Arabien ist ein weiteres militärisches Ereignis in der Region in dem Jahr.